# Luke Askew
Francis Luke Askew (Macon, Georgia, 26 de marzo de 1932 - Portland, Oregón, 29 de marzo de 2012) fue un actor estadounidense. Es conocido por sus papeles secundarios en la película de 1969 Easy Rider y la serie de televisión Big Love. Apareció en muchos westerns, de los cuales protagonizó uno, el spaghetti western La noche de la serpiente (La notte dei Serpenti - 1969). Se destacó como actor de carácter y frecuentemente interpretó villanos en el cine.

## Filmografía selecta
- Hurry Sundown (1967)
- The Happening (1967)
- Cool Hand Luke (1967)
- Will Penny (1968)
- The Green Berets (1968)
- The Devil's Brigade (1968)
- Easy Rider (1969)
- The Magnificent Seven Ride (1972)
- The Culpepper Cattle Company (1972)
- The Great Northfield Minnesota Raid (1972)
- Pat Garrett and Billy the Kid (1973)
- Slipstream (1973)
- Walking Tall Part 2 (1975)
- Posse (1975)
- Rolling Thunder (1977)
- Wanda Nevada (1979)
- The Warrior and the Sorceress (1984)
- Bialy smok (1987)
- Frank & Jesse (1994)
- The Newton Boys (1998)
- Frailty (2001)
- Easy Riders, Raging Bulls: How the Sex, Drugs and Rock 'N' Roll Generation Saved Hollywood (2003 - documental)
- The Greatest Game Ever Played (2005)

### Televisión
- Big Love ... Hollis Green